# Madhibaan

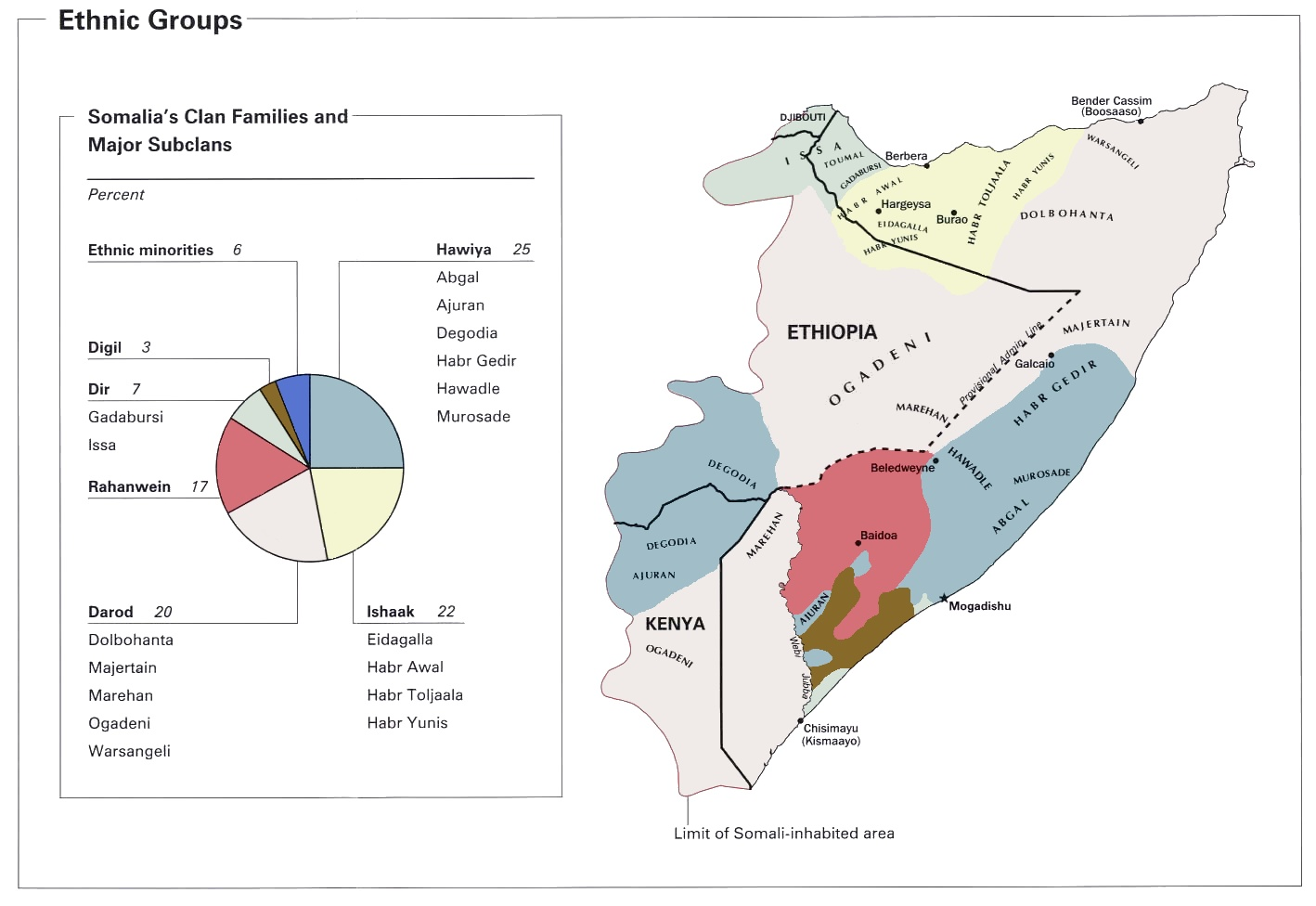
Ethnische Gruppen in Somalia

Die Madhibaan sind eine Minderheitengruppe innerhalb des von Somali bewohnten Gebietes am Horn von Afrika. Sie leben in kleiner Anzahl über dieses gesamte Gebiet verstreut, die meisten jedoch im nördlichen Teil Somalias (Somaliland und Puntland). Sie gelten aus Sicht der Somali-Mehrheit traditionell als unrein und sind als eine Art Kaste von Außenseitern auf Berufe von geringem Status beschränkt. Die meisten haben sich als „Klienten“ den dominierenden Somali-Clans angeschlossen.

## Begriffe und Bezeichnungen
Die Begriffe „Midgan“ und „Madhibaan“ werden unterschiedlich verwendet, wobei „Midgan“ für „Außenseiter“ (engl. outcaste) als abwertend gilt und Betroffene heute vermehrt die Bezeichnung „Madhibaan“ bevorzugen. Beide Wörter bezeichnen einerseits eine – die größte – der auf niedrige Berufe beschränkten Minderheitengruppen innerhalb des Somali-Gebietes und werden andererseits als Sammelbezeichnungen für sämtliche dieser Gruppen verwendet, also auch für Yibir, Tumaal und weitere. Darüber, welche dieser Gruppen zu welcher als Untergruppe oder Unterclan gehört, gibt es teils widersprüchliche Angaben. In Nordsomalia/Somaliland dient Gaboye oder Gabooye als Sammelbegriff für diese Gruppen.

## Subclans
Dem Gaboye-Clan werden mehrere Subclans (sab) zugerechnet, die ausgehend von ihren beruflichen Fertigkeiten unterschieden werden: Madhibaan, Muuse Dhariyo, Howleh, Hawraar Same, Habar Yaquup, Tumaal und Yibr.

## Geschichte
Die Herkunft der Gabooye ist unterschiedlich. Manche Gaboyemitglieder wie die Madhibaan betrachten sich als Nachkommen von Mohammed dem ersten Sohn von Gorgaarte, welches ist der Sohn von Hawiye, eins der mächtigsten Clans und einer Urbevölkerung der Region vor der Ankunft der Somali. Ihre Überlieferungen verweisen auf die Gebiete Mudug und Nugaal als Ursprungsgebiet. Als Begründung für ihren heutigen unreinen und untergeordneten Status wird oft genannt, dass ihre Vorfahren einst Nahrungstabus gebrochen und anschließend kein Reinigungsritual vollzogen hätten.
Heute sind die meisten von ihnen als Klienten mit den Somali-Clans verbunden, in deren Gebieten sie leben. Für diese üben sie verschiedene als niedrig und unrein betrachtete Tätigkeiten aus, so etwa als Lederhandwerker, Schuhmacher, Barbiere –, Jäger, Hebammen. Manche sind auf das Schmiedehandwerk spezialisiert.
Unter der Regierung Siad Barres (1969–1991) wurden Klientenstatus und Diskriminierung aufgrund von Clanzugehörigkeit verboten, wovon die Madhibaan beschränkt profitierten. Manche Madhibaan wurden bis in Ämter im staatlichen Sicherheitsapparat erhoben und eingesetzt, um gegen die Opposition aus verschiedenen Somali-Clans vorzugehen. Dies brachte ihnen den Vorwurf ein, Günstlinge und Unterstützer der Diktatur Barres zu sein. Nach dem Sturz der Barre-Regierung und dem Beginn des somalischen Bürgerkrieges waren sie daher besonders stark von gewalttätigen Übergriffen betroffen, die zum Teil als Racheakte gegen sie verübt wurden.
Die mehreren Zehntausend Gaboye im faktisch unabhängigen Somaliland sind in der Politik Somalilands kaum vertreten. Im Übergangsparlament Somalias sind insgesamt 31 Sitze für Minderheiten, darunter die Madhibaan, reserviert. Diskriminierung dieser Gruppen bleibt im Somali-Gebiet wie auch in somalischen Exilgemeinden verbreitet.